# Royal International Air Tattoo

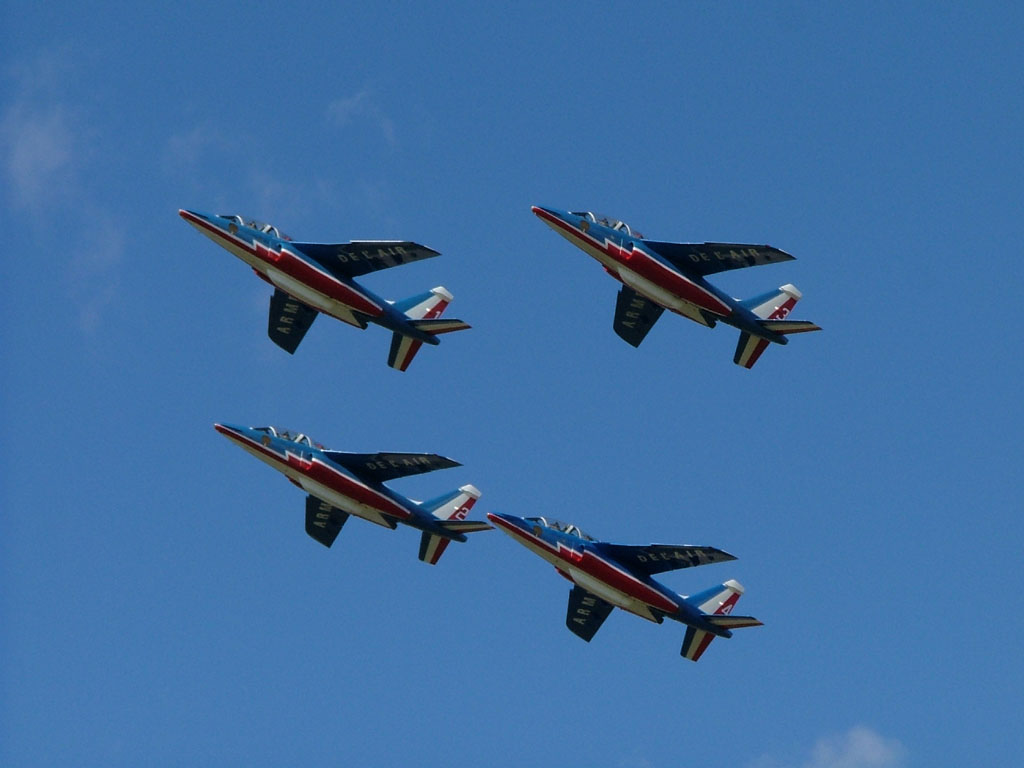
Zespół akrobacyjny Francuskich Sił Powietrznych Patrouille de France w 2004 roku

Royal International Air Tattoo (RIAT) – największe na świecie międzynarodowe pokazy lotnictwa wojskowego organizowane w trzeci weekend lipca (edycja 2014 obejmie także piątek) na terenie bazy RAF Fairford w hrabstwie Gloucestershire na terenie południowo-zachodniej Anglii. Impreza nie ma charakteru komercyjnego, lecz jest zlotem entuzjastów i miłośników samolotów wojskowych.

## Historia

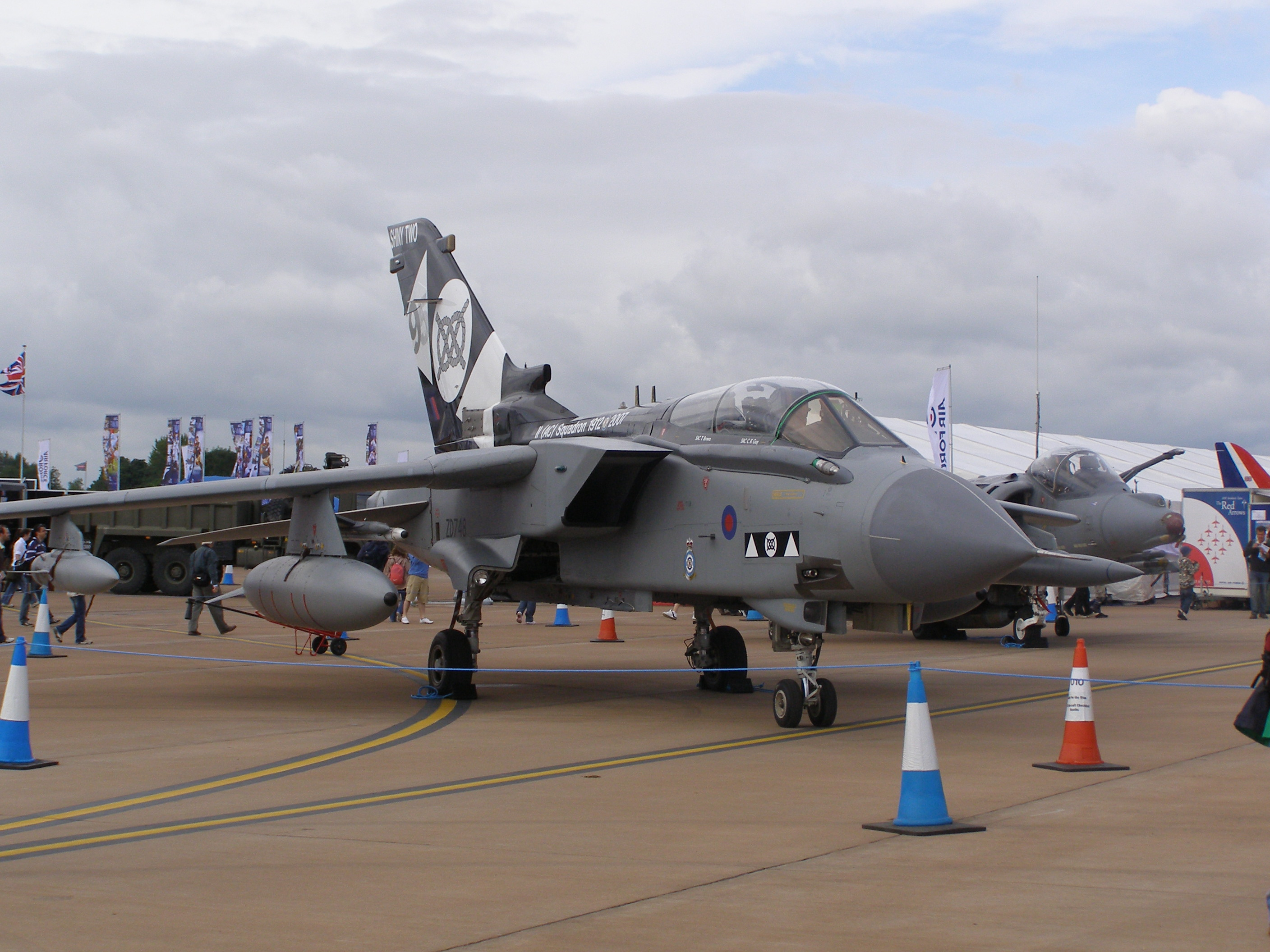
Panavia Tornado na wystawie statycznej

Pierwsze pokazy lotnicze pod nazwą Air Tattoo odbyły się w 1971 roku na lotnisku North Weald w hrabstwie Essex i zgromadziły ponad 100 samolotów. W 1976 roku pokazy przekształciły się w International Air Tattoo, a w 1996 roku królowa brytyjska Elżbieta II nadała im nazwę Royal International Air Tattoo, która obowiązuje do dziś. W 1973 roku impreza została przeniesiona do bazy Royal Air Force Greenham Common w hrabstwie Berkshire i pozostała na jej terenie do 1985 roku, kiedy to na stałe została przeniesiona do obecnej lokalizacji w bazie RAF Fairford. W 2000 i 2001 roku z powodu remontu pasa startowego w Fairford Air Tattoo odbywało się w bazie RAF Cottesmore w hrabstwie Rutland. Do 2009 roku w pokazach uczestniczyły samoloty i śmigłowce z 51 krajów z całego świata. Największa wystawa odbyła się w 2003 roku, uczestniczyło w niej 535 samolotów. Księga rekordów Guinnessa odnotowała wtedy tę imprezę jako największą wystawę lotniczą na świecie. W 1997 roku można było zobaczyć po raz pierwszy zaprezentowany publicznie w Europie amerykański bombowiec Northrop B-2 Spirit, a w 2008 roku myśliwiec Lockheed F-22 Raptor. Obok maszyn współczesnych prezentowane są również samoloty historyczne. Wśród zaproszonych gości nie zabrakło również polskich akcentów. Pomiędzy prezentowanymi w Fairford samolotami znalazła się należąca do Marynarki Wojennej polska "Bryza". W 2009 roku przyleciało jedynie 269 maszyn, w tym po raz pierwszy prezentowany w Fairford samolot należący do Sił Powietrznych Algierii, którym był Lockheed C-130 Hercules. Podczas pokazów, poza wystawą naziemną, samoloty i ich załogi prezentują swoje umiejętności w locie. Częstym gościem jest zespół akrobacyjny Royal Air Force Red Arrows.
W 2018 roku, tematem przewodnim pokazów była przypadająca w tym roku okrągła rocznica powstania Royal Air Force, którą utworzono 1 kwietnia 1918 roku. W odróżnieniu od poprzednich edycji, w 2018 roku pokazy odbywały się przez pełne trzy dni od piątku do niedzieli. Z tej okazji na ziemi i w powietrzu zorganizowano liczne pokazy nawiązujące do rocznicy. Na wystawie naziemnej, prezentowano praktycznie wszystkie typy statków powietrznych używanych w RAF. W powietrzu zaprezentował się Battle of Britain Memorial Flight, jednostka RAF latająca na historycznych samolotach. W jej składzie nad Fairford przeleciała formacja o nazwie "Trenchard" i Trenchard plus", w ich składzie znalazły się Avro Lancaster, Douglas C-47 Skytrain, Hawker Hurricane i Supermarine Spitfire. Jeden ze Spitfire latał w barwach maszyny Aleksandra Gabszewicza, z czasów gdy był on dowódcą 131. Polskiego Skrzydła Myśliwskiego. Pokazy jednostki zostały nagrodzone King Hussein Memorial Sword. Do pokazów prezentujących historyczne maszyny w locie dołączyła formacja Heritage Flight, którą tworzyły amerykański Lockheed Martin F-35 Lightning II, Supermarine Spitfire i North American P-51 Mustang. US Air Force w 2018 roku obok F-35, zaprezentowały McDonnell Douglas F-15 Eagle, Boeing KC-135 Stratotanker, KC-10 Extender, Rockwell B-1B Lancer, Boeing E-6 Mercury. Swoje maszyny na wystawie statycznej zaprezentowało Air Force Special Operations Command. Znalazły się tam MC-130J, śmigłowiec HH-60G, samolot pionowego startu i lądowania CV-22B Osprey. Osprey wziął również udział w pokazach w powietrzu. RIAT jest miejscem prezentacji czołowych zespołów akrobacyjnych świata. W 2018 roku widzowie mieli okazję zobaczyć hiszpański Patrulla Águila, włoski Frecce Tricolori, szwajcarski PC-7 Team, jordański Royal Jordanian Falcons i tradycyjnie już Red Arrows. Jordańskie samoloty są częstym gościem brytyjskich pokazów w Fairford. Ich zespół akrobacyjny otrzymał w 2018 roku nagrodę Royal Air Force Charitable Trust Enterprises Trophy przyznawaną za najlepszy występ w powietrzu, w wykonaniu zagranicznego zespołu akrobacyjnego.